# Unterbergla
Unterbergla là một đô thị thuộc huyện Deutschlandsberg thuộc bang Steiermark, nước Áo. Đô thị Unterbergla có diện tích 22,97 km², dân số thời điểm cuối năm 2005 là 1444 người.